# Erlend Larsen

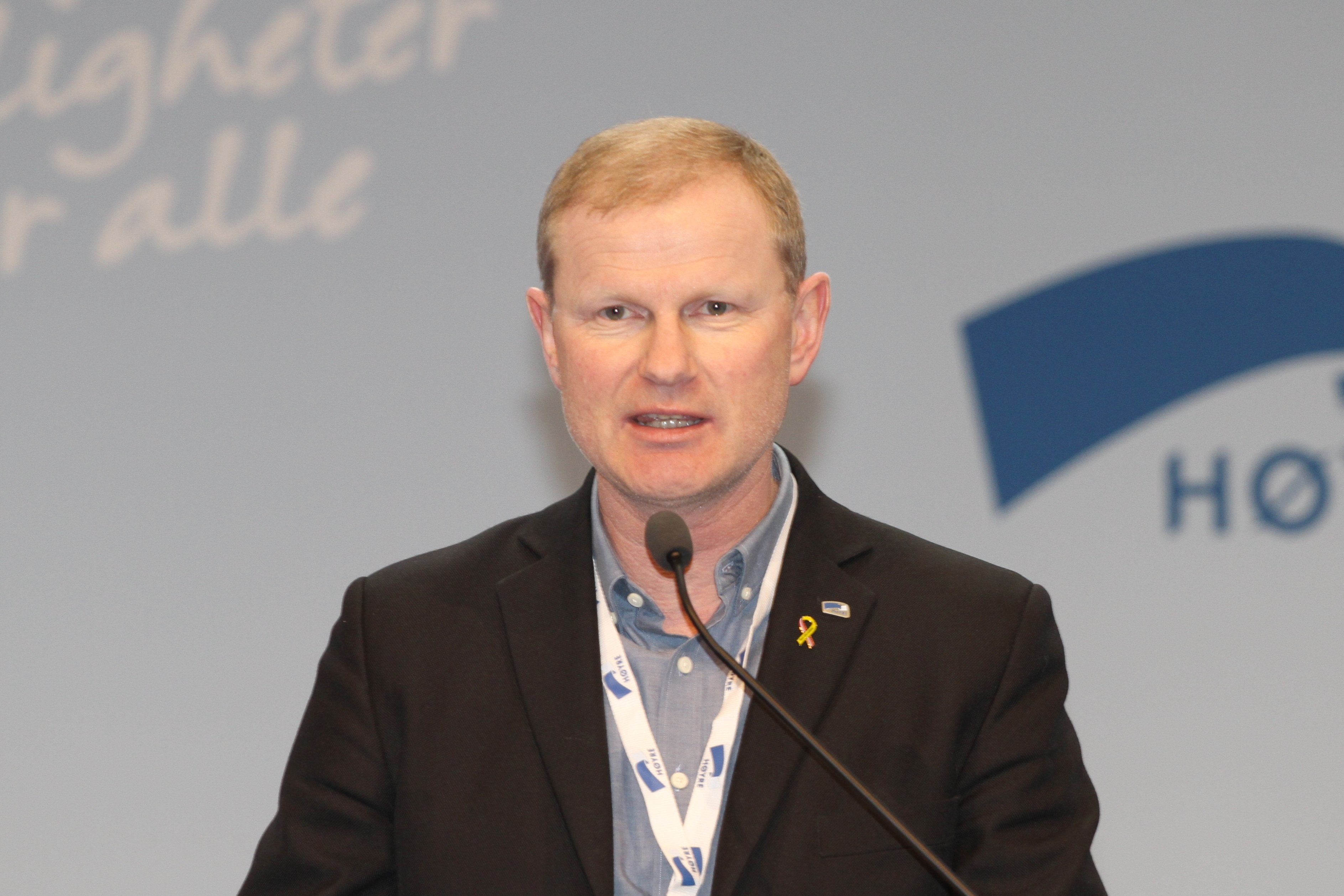
Erlend Larsen, 2017

Erlend Larsen (* 13. Oktober 1965 in Stokke) ist ein norwegischer Pilot, Sachbuchautor und Politiker der konservativen Partei Høyre. Seit 2017 ist er Abgeordneter im Storting.

## Leben
Von 1985 bis 1988 machte Larsen die Ausbildung zum Piloten, danach arbeitete er als Pilot, ab 1994 für die Fluggesellschaft Widerøe. Zudem war er ab 1984 in Teilzeit und einige Jahre in Vollzeit beim norwegischen Militär tätig. Von 2003 bis 2016 war Larsen Mitglied im Kommunalparlament von Stokke, ab 2011 war er dabei der Bürgermeister der Gemeinde. Zwischen 1993 und 2018 schrieb er neun Bücher über verschiedene Themen, unter anderem das Fliegen und seine Heimat Vestfold.
Larsen zog bei der Parlamentswahl 2017 erstmals in das norwegische Nationalparlament Storting ein. Dort vertritt er den Wahlkreis Vestfold und er wurde Mitglied im Gesundheits- und Pflegeausschuss. Nach der Wahl 2021 wechselte er in den Transport- und Kommunikationsausschuss.